# آندراش وانیی
آندراش وانیی (مجاری: András Wanié؛ ۲۳ آوریل ۱۹۱۱ – ۱۲ نوامبر ۱۹۷۶) شناگر اهل مجارستان بود.